# Simmelsdorf
Simmelsdorf ist eine Gemeinde im mittelfränkischen Landkreis Nürnberger Land.

## Geographie

### Geographische Lage
Die Gemeinde liegt in Nordbayern, 30 Kilometer nordöstlich von Nürnberg und gehört zur Metropolregion Nürnberg.
Der Kernort Simmelsdorf liegt am Zusammenfluss der Haunach und der Achtel zur Schnaittach. Die anderen Ortschaften befinden sich im Schnaittachtal, an der Schnaittach und ihren Zuflüssen. Dort wurden mehrere Getreidemühlen und Holzsägewerke betrieben, die noch elektrifiziert in Betrieb oder als Museum zu besichtigen sind.
Nachbargemeinden von Simmelsdorf sind (im Norden beginnend im Uhrzeigersinn) Betzenstein, Schnaittach, Weißenohe, Gräfenberg und Hiltpoltstein.

### Gemeindegliederung
Es gibt 24 Gemeindeteile (in Klammern ist der Siedlungstyp angegeben):
- Au (Weiler)
- Bühl (Pfarrdorf)
- Diepoltsdorf (Dorf)
- Großengsee (Dorf)
- Hüttenbach (Dorf)
- Ittling (Dorf)
- Judenhof (Dorf)
- Kaltenhof (Einöde)
- Mittelnaifermühle (Einöde)
- Oberachtel (Weiler)
- Obernaifermühle (Einöde)
- Oberndorf (Dorf)
- Oberwindsberg (Weiler)
- Rampertshof (Weiler)
- Sankt Helena (Pfarrdorf)
- Sankt Martin (Einöde)
- Simmelsdorf (Dorf)
- Strahlenfels (Dorf)
- Unterachtel (Weiler)
- Unternaifermühle (Weiler)
- Unterwindsberg (Dorf)
- Utzmannsbach (Dorf)
- Wildenfels (Dorf)
- Winterstein (Dorf)

Des Weiteren gibt es die Orte Ittlinger Mühle und Schindelrangen, die beide keine amtlich benannten Gemeindeteile sind.
Die Ittlinger Mühle gehört seit dem 19. Jahrhundert zu Ittling. Die Ortsbezeichnung des Weilers Schindelrangen wurde am 1. April 1986 aufgehoben, er ist nun ein Teil von Judenhof. Der größte Ort der Gemeinde ist Hüttenbach, der auch die beste Infrastruktur aufweist (Grundschule, Lebensmittel, Banken), gefolgt von Simmelsdorf mit dem Sitz der Gemeindeverwaltung und dem Bahnhof Simmelsdorf-Hüttenbach (siehe Verkehr).
Es gibt auf dem Gemeindegebiet die Gemarkungen Diepoltsdorf, Großengsee, Hüttenbach, Oberndorf, Simmelsdorf, Utzmannsbach und Wildenfels. Die Gemarkung Simmelsdorf hat eine Fläche von 5,919 km². Sie ist in 1151 Flurstücke aufgeteilt, die eine durchschnittliche Flurstücksfläche von 5142,15 m² haben. In ihr liegen neben dem namensgebenden Ort die Gemeindeteile Au und Hüttenbach (zum Teil).

### Geologie und Hydrologie
Simmelsdorf und seine Gemeindeteile liegen im Schnaittachtal zwischen der Fränkischen Schweiz im Nordwesten und der Hersbrucker Schweiz im Südosten, die beide zur Fränkischen Alb gehören. Geologisch ist die Fränkische Alb eine Fortsetzung des Schweizer Jura und der Schwäbischen Alb. In den Steinbrüchen sind Versteinerungen aus der Zeit vor 150 Millionen Jahren zu finden, als das Gebiet noch von Meer überdeckt war und sich die Kalksteinfelsen durch Sedimente bildeten.
Das Gebiet der Gemeinde Simmelsdorf ist Quellgebiet der Schnaittach: von West nach Ost das Haunachtal, das Naifertal und das Achteltal. Die Gewässer haben ein gutes Gefälle und treiben mehrere Mühlen an.
Die Naifer entspringt in einem Quelltopf unterhalb von St. Helena und bildet das Naifertal mit den Ortschaften Obernaifermühle, Mittelnaifermühe, Unternaifermühle und Utzmannsbach. Der Ittlinger Bach entspringt unterhalb von Ittling und bildet das Ittlinger Tal mit den Orten Ittlinger Mühle, Oberachtel und Unterachtel. Die Naifer und der Ittlinger Bach bilden oberhalb von Diepoltsdorf die Schnaittach. Dort befindet sich eine größere Fischzuchtanlage. Die Haunach entspringt in einem Steinbruch nördlich von Oberndorf, fließt kurz danach durch Oberndorf und treibt dort eine Sägemühle an. Anschließend fließt sie durch Hüttenbach mit einer ehemaligen Getreidemühle, den Gemeindeteil Simmelsdorf, wo sie früher den Schlossgraben des Tucher-Schlosses bewässerte, und mündet unterhalb davon in die Schnaittach.
Die Schnaittach fließt durch Diepoltsdorf und betreibt dort eine Hammermühle und eine Getreidemühle. Früher füllte sie auch den Schlossgraben. Anschließend passiert sie Simmelsdorf, wo sie oberhalb des Ortes eine Mühle betreibt, und nimmt unterhalb des Ortes die Haunach auf. Nach ihrem weiteren Weg durch das Schnaittachtal mündet sie östlich der Stadt Lauf in die Pegnitz.

## Geschichte
Erstmals urkundlich erwähnt wurde Simmelsdorf 1195 als „Sumilidorf“ und 1329 als „Symleinsdorf“, 1360 folgte eine weitere Nennung. Als Grundherren werden genannt: 1350 Dietrich III. von Wildenstein und 1352 ein Ulrich Neidung. In dieser Zeit dürfte der befestigte Sitz errichtet worden sein. 1366 kaufte Kaiser Karl IV. den Ort. Seither saßen (nach 1368 bis 1598) die Herren Türriegel von Riegelstein als königlich böhmische Ministerialen auf der Burg. 1504 veräußerten sie eine Hälfte der Grundherrschaft, 1506 auch die andere an die mit ihnen verwandten Seckendorff, die jedoch 1570 und 1572 beide Anteile an Werner II. Türriegel, Pfleger des pfälzischen Amtes Hartenstein, verkaufen mussten. Das Fachwerk des Weiherhauses, das auf einem Kalksteinsockel sitzt, muss 1445–55 grundlegend erneuert worden sein, wie eine dendrochronologische Analyse 1990 ergab.

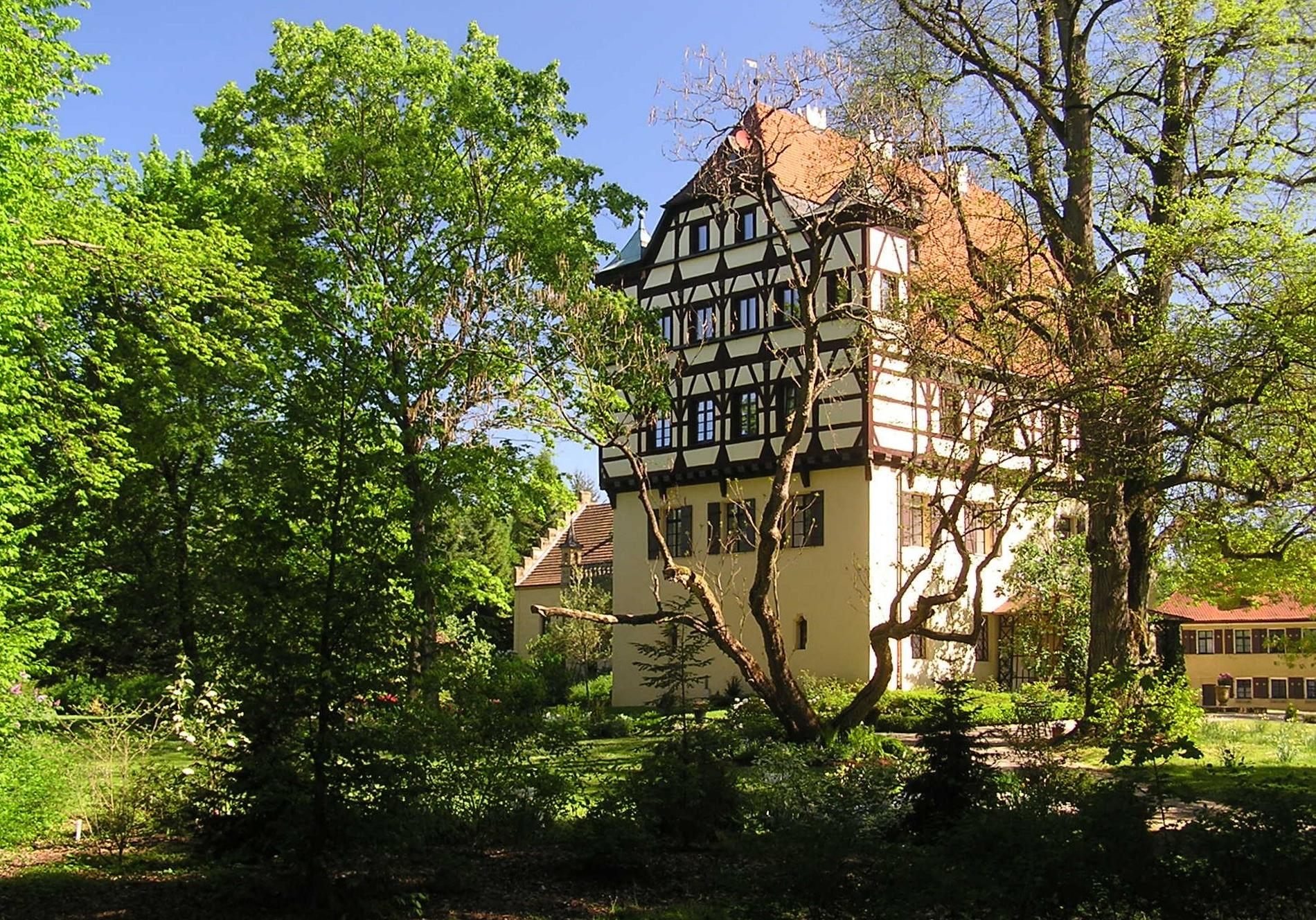
Das alte Tucherschloss Simmelsdorf

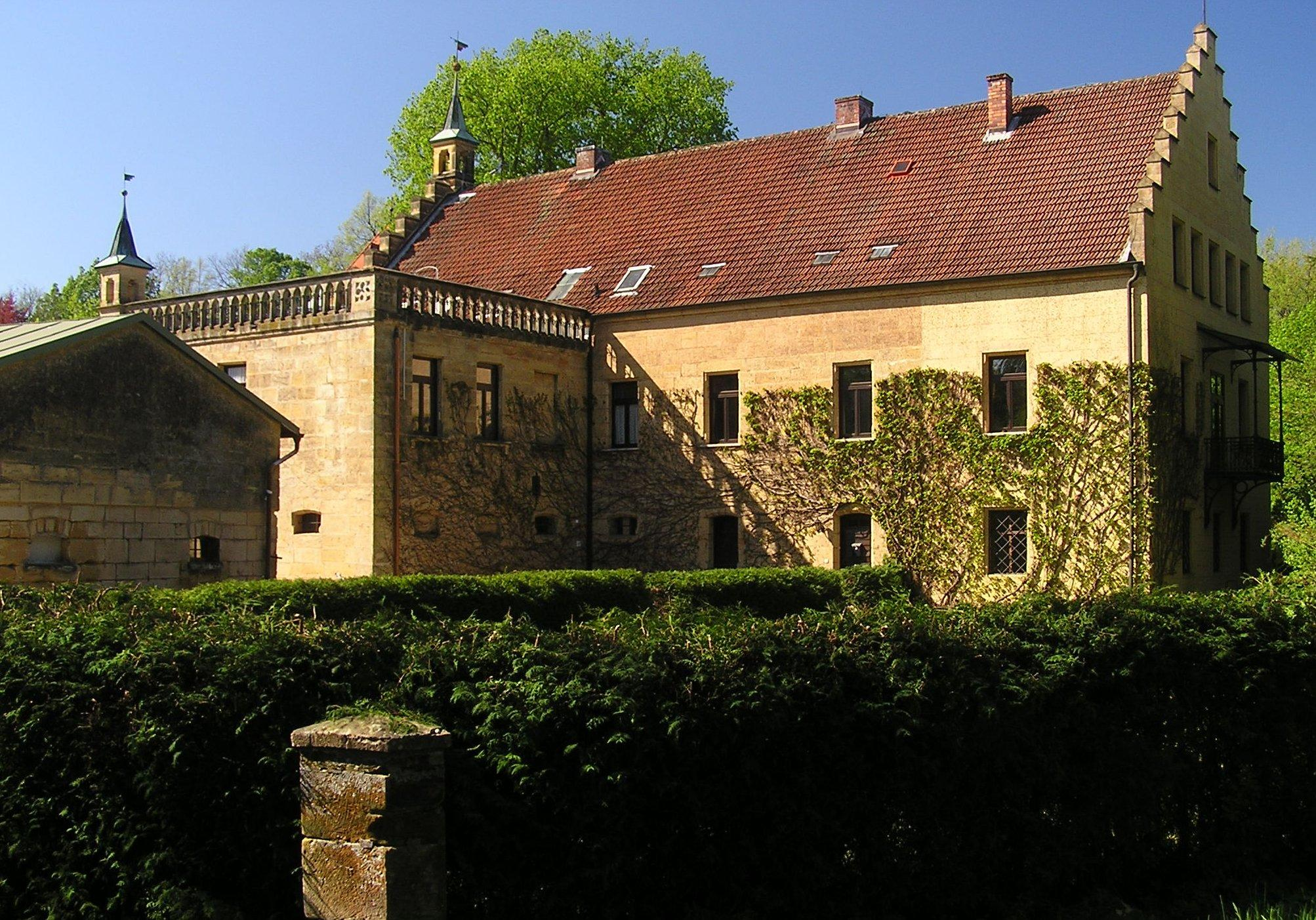
Neues Schloss Simmelsdorf

Wiederum Schulden zwangen Georg Michael Türriegel, der Simmelsdorf nach einer Erbteilung erhalten hatte, 1594 dazu, mit der Nürnberger Patrizierfamilie Tucher in Kaufverhandlungen zu treten. Erst nach langwierigen, zum Teil gewalttätig geführten Auseinandersetzungen mit der Ganerbenherrschaft Rothenberg, die sogar zur Inhaftierung Türriegels und zur kurzzeitigen Besetzung des Schlosses geführt hatten, gelang es dem Nürnberger Geschlecht 1598, das Rittergut Simmelsdorf für die Dr. Lorenz Tucher-Stiftung zu erwerben. Der Einspruch der Kurpfalz, die die Lehnsherrschaft über den Rothenberg beanspruchte, verzögerte dann nochmals die Tuchersche Inbesitznahme. Erst die Anerkennung des Kurfürsten Friedrich IV. von der Pfalz als Landesherrn und die Verpflichtung der Tucher als pfälzische Landsassen machten den Weg für die Tucher-Stiftung frei. Im Februar 1607 wurde das mittlerweile erheblich renovierungsbedürftige Schloss den Stiftungsadministratoren übergeben. Unter der Leitung des Endres VI. Tucher (1551–1630) wurde der Sitz von 1607 an in Stand gesetzt. Seither nennt sich die Familie, deren Stiftung die Simmelsdorfer Schlösser noch heute besitzt, Tucher von Simmelsdorf.
Um 1845/48 wurde das alte Weiherhaus, ein wohnturmartiges Hauptgebäude inmitten einer Weiher-Graben-Anlage, verändert. Der Graben wurde zugeschüttet und ein Landschaftsgarten durch den Gartenarchitekten Eduard Petzold angelegt. Das Herrenhaus wurde, angeblich nach Entwürfen des vormaligen Nürnberger Stadtbauinspektors Leonhard Schmidtner (1799–1873), mit vier markanten Ecktürmchen sowie an der Nordwestseite einem historisierenden achteckigen Treppenturm versehen; das Balkenwerk für die Ecktürmchen soll von der ab 1838 aufgelassenen Festung Rothenberg stammen. Das Alte Tucherschloss dient bis heute als Versammlungsort des Familienrats sowie als Wohnsitz. Am Rand der sehr gepflegten, jedoch nicht öffentlich zugänglichen Parkanlage an der Haunach befindet sich außerdem das 1844/45 in neugotischem Stil anstelle eines Gerichtsschreiberhauses als Amts- und Voithaus erbaute Neue Tucherschloss, ebenfalls im Besitz der Tucher-Stiftung, das deren Büros sowie weitere Gewerberäume enthält. 
Ein ehemaliger Farbhammer wurde 1701 Papiermühle und 1861 Glasschleiferei.

### Eingemeindungen
Am 1. Juli 1931 wurde der Ort Au von der bis dahin selbständigen Gemeinde Rabenshof eingegliedert. Im Zuge der Gebietsreform in Bayern kam am 1. Juli 1971 Diepoltsdorf hinzu. Am 1. Januar 1972 erfolgte die Zusammenlegung mit der Gemeinde Hüttenbach. Großengsee folgte am 1. Juli 1972, Oberndorf und Wildenfels kamen am 1. Januar 1978 hinzu.
Bereits am 1. April 1971 hatte die Gemeinde Utzmannsbach ihre Selbständigkeit verloren und wurde in Diepoltsdorf eingemeindet.

### Einwohner
Im Jahre 2003 lebten 3318 Menschen in Simmelsdorf. 2010 hatten in der Gemeinde Simmelsdorf 3121 Einwohner ihren ersten Wohnsitz, 2012 waren es 3140 und im Jahre 2016 waren es 3431 Einwohner.
| Ort                              | 2010 | 2012 | 2016 | 2020 |
| -------------------------------- | ---- | ---- | ---- | ---- |
| gesamte Gemeinde                 | 3121 | 3140 | 3431 | 3464 |
| Hüttenbach                       | 992  | 1010 | 1069 | 1030 |
| Simmelsdorf                      | 557  | 577  | 686  | 700  |
| Diepoltsdorf                     | 307  | 300  | 310  | 308  |
| Unterwindsberg                   | 204  | 200  | 293  | 326  |
| Großengsee                       | 203  | 195  | 203  | 209  |
| Ittling                          | 172  | 182  | 186  | 186  |
| Oberndorf                        | 165  | 160  | 157  | 159  |
| Winterstein                      | 108  | 106  | 108  | 123  |
| Wildenfels                       | 50   | 48   | 57   | 41   |
| St. Helena                       | 49   | 51   | 51   | 53   |
| Strahlenfels                     | 49   | 52   | 51   | 59   |
| Unterachtel                      | 39   | 34   | 22   | 43   |
| Oberachtel                       | 37   | 36   | 38   | 33   |
| Oberwindsberg                    | 34   | 33   | 33   | 32   |
| Utzmannsbach                     | 34   | 33   | 33   | 37   |
| Rampertshof                      | 30   | 26   | 27   | 25   |
| Bühl                             | 19   | 19   | 20   | 24   |
| Schindelrangen                   | 17   | 25   | 30   | 30   |
| Judenhof                         | 16   | 14   | 11   | 12   |
| Ober-, Mittel-, Unternaifermühle | 14   | 14   | 15   | 14   |
| Au                               | 13   | 14   | 18   | 17   |
| Ittlinger Mühle                  | 8    | 8    | 9    | 9    |
| Kaltenhof                        | 2    | 2    | 2    | 2    |
| St. Martin                       | 1    | 1    | 2    | 2    |

## Politik

### Gemeinderat
Der Gemeinderat von Simmelsdorf setzt sich aus 16 Gemeinderäten und dem Ersten Bürgermeister zusammen.
|      | CSU | FWG | die UNABHÄNGIGEN | FDP | Grüne |
| 1996 | 6   | 4   | 4                | 1   | 1     |
| 2002 | 6   | 5   | 5                |     |       |
| 2008 | 6   | 5   | 5                |     |       |
| 2014 | 6   | 6   | 4                |     |       |
| 2020 | 4   | 6   | 6                |     |       |

(Stand: Kommunalwahl am 15. März 2020)
Bei der Kommunalwahl vom 15. März 2020 haben von den 2768 stimmberechtigten Einwohnern in der Gemeinde Simmelsdorf 1788 von ihrem Wahlrecht Gebrauch gemacht, womit die Wahlbeteiligung bei 64,60 % lag.

### Bürgermeister
| von  | bis  | Bürgermeister       |
| ---- | ---- | ------------------- |
| 2008 |      | Perry Gumann (FWG)  |
| 1988 | 2008 | Andreas Kögel (CSU) |
|      | 1988 | Ria Vogler          |

Bei der Kommunalwahl vom 15. März 2020 wurde Perry Gumann mit 79,58 % der Stimmen wiedergewählt.

### Wappen
| | Blasonierung: „Unter von Rot und Blau gespaltenem Schildhaupt, belegt mit einem silbernen Balken, gespalten; vorne in Gold ein golden bewehrter halber schwarzer Adler am Spalt, hinten geteilt, oben in Gold ein schwarzer Mohrenkopf mit goldenem Ohrring, unten fünfmal schräg geteilt von Silber und Schwarz.“ |
| Wappenbegründung: Der Mohr entstammt dem Wappen der Nürnberger Patrizier Tucher von Simmelsdorf, die in Simmelsdorf begütert waren. Wappenführung seit 1985. | |

### Gemeindepartnerschaften
- Die Kleinstadt Scheibenberg im Erzgebirge (Sachsen)

## Kultur und Sehenswürdigkeiten

### Bauwerke
- Zwischen Simmelsdorf und Hüttenbach befindet sich das Tucher-Mausoleum
- Die Talbrücke Schnaittach, mit 1288 m Länge die zweitlängste Autobahnbrücke Bayerns, bildet südlich von Simmelsdorf im Schnaittachtal eine optische Grenze zur Gemeinde Schnaittach.

Schlösser und Burgen
- Sehenswert ist das Alte Tucherschloss in Simmelsdorf. Dieses alte Wasserschloss, 1830–41 gotisierend umgebaut durch Leonhard Schmidtner, ist noch der Stammsitz des Adelsgeschlechts derer von Tucher.
- Das Schloss Hüttenbach, ein Barockschloss aus dem 16. Jahrhundert im Ortskern von  Hüttenbach[18]
- In Wildenfels befindet sich die Burgruine Wildenfels.
- vom Burgstall Hienberg sind nur noch Reste vorhanden.

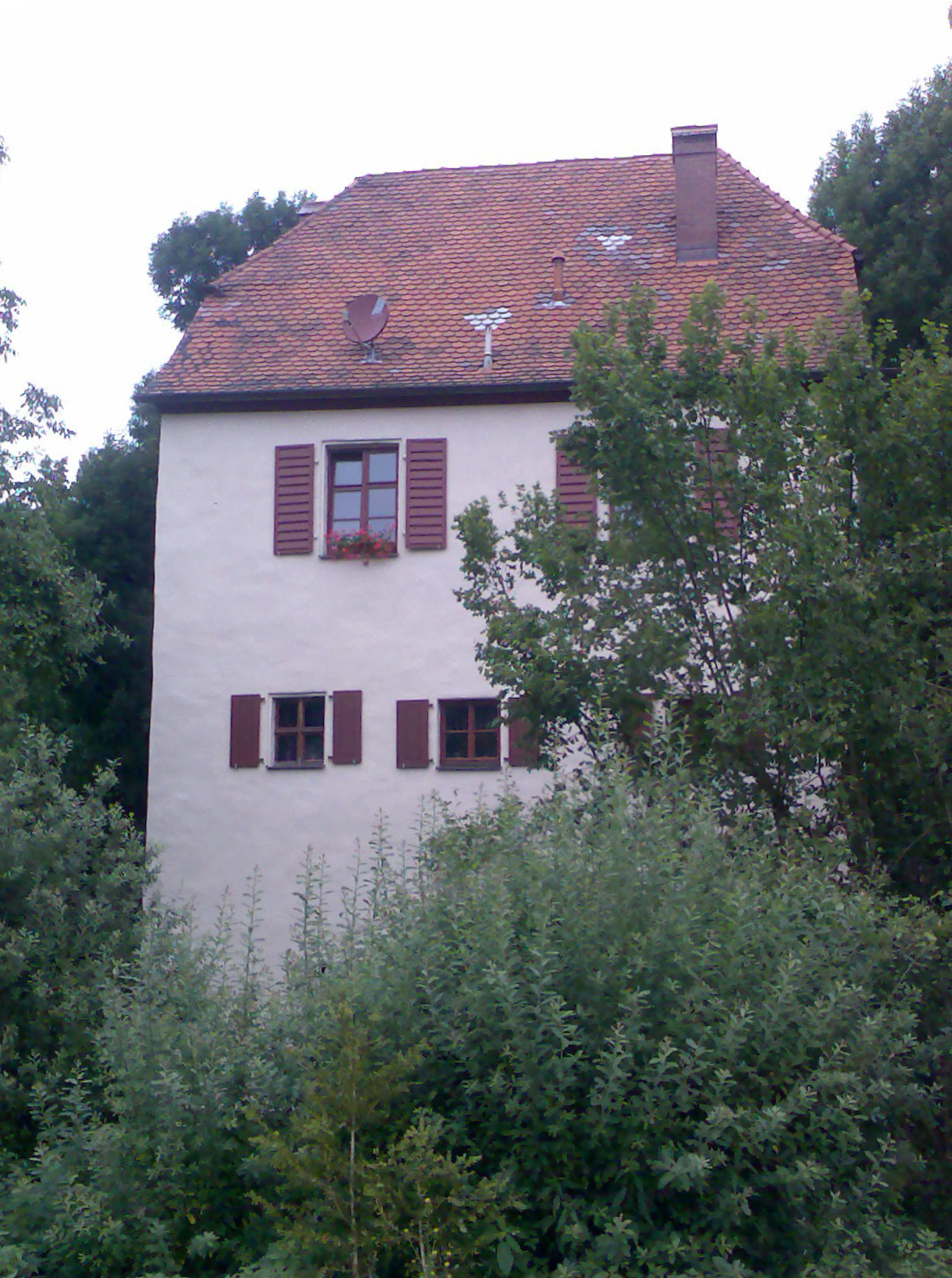
Vordere Behausung Diepoltsdorf
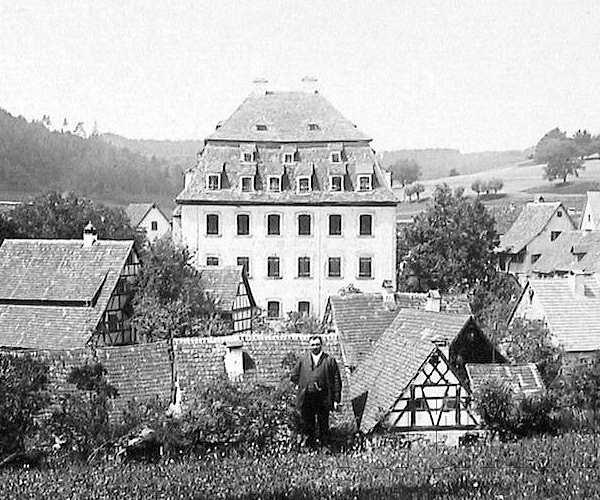
Schloss Hüttenbach
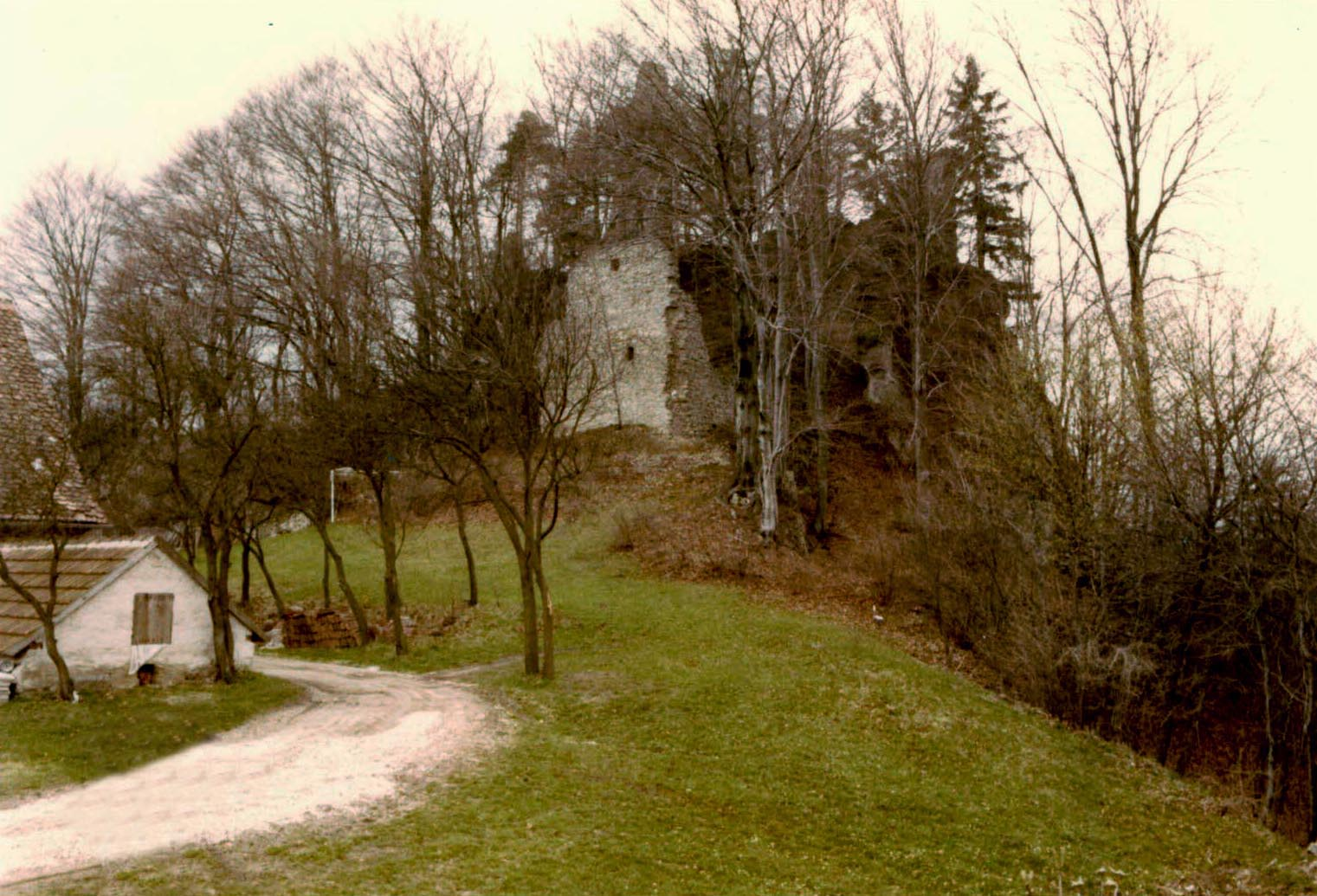
Burgruine Wildenfels
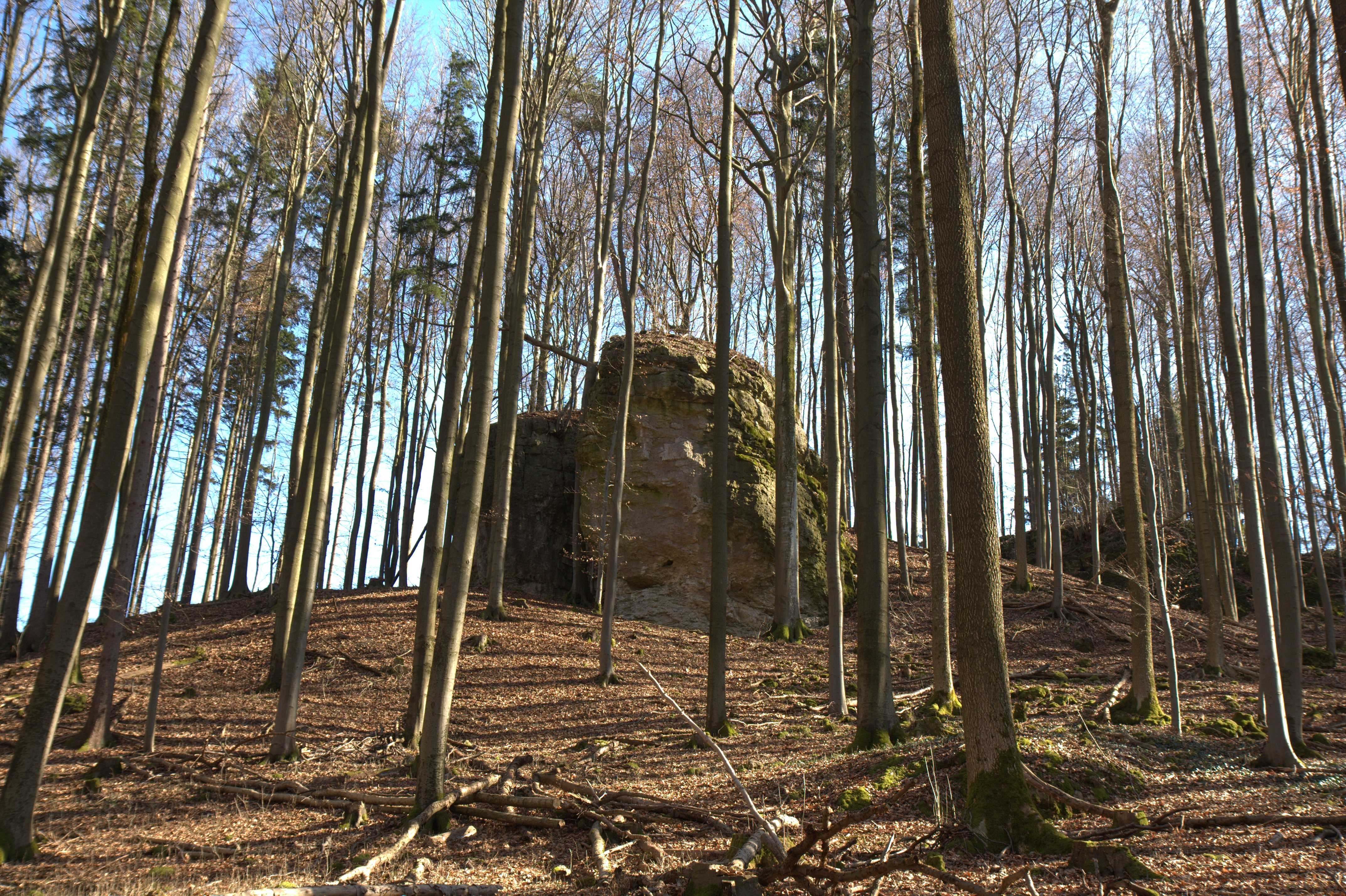
Burgstall Hienberg

Kirchen

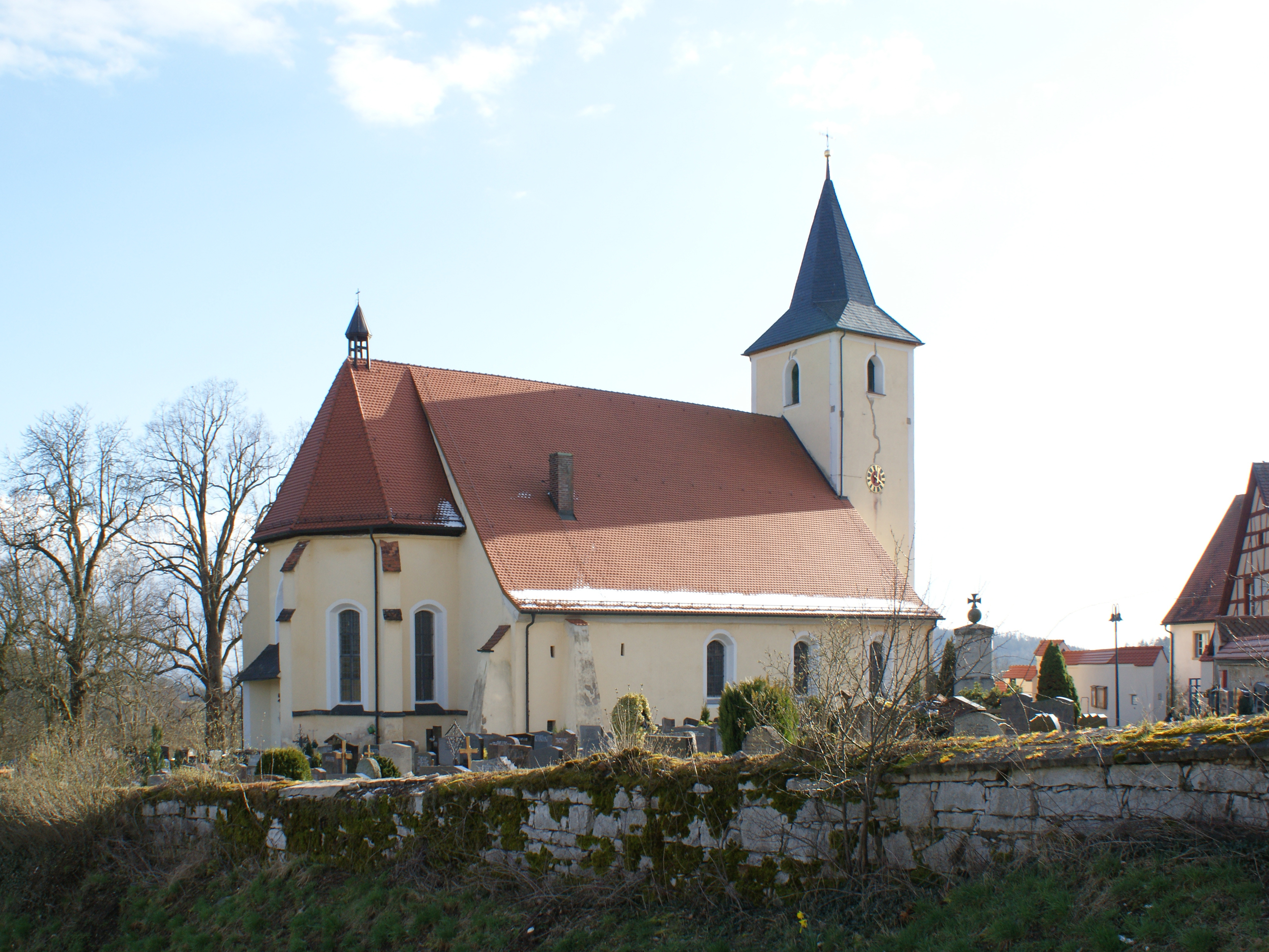
Kirche Bühl

- Barockkirche Mariae Heimsuchung, Bühl. Die katholische Pfarrkirche liegt auf einem Bergsporn oberhalb von Simmelsdorf. Erste Erwähnung war 1227. Die heutige barockisierte Kirche stammt aus dem Jahre 1472.

### Theater
- Simmelsdorfer Mühle-Theater (ehemals Fahrradmühle, ein überregionaler Fahrradhändler), später Veranstaltungsort unter wechselnder Organisation, heute Wohnhaus privat.

## Wirtschaft und Infrastruktur

### Wirtschaft
Im Jahr 2022 erzielte Simmelsdorf Einnahmen aus der Gewerbesteuer in Höhe von 0,7 Millionen Euro. Mit einem Gewerbesteuerhebesatz von 310 % zählt die Gemeinde zu den steuerlich attraktivsten Standorten Deutschlands. Simmelsdorf ist etwa steuerlich deutlich günstiger als Nürnberg (Gewerbesteuerhebesatz 467 %).
Ansässige Unternehmen
- Mehrere Kalksteinbrüche
- Mehrere Mühlen und Sägewerke

Die seit 1908 ansässige Firma Albflor-Milchwerke, seit 1994 Tochter der Naabtaler Milchwerke, ist seit 2012 geschlossen. 2015 wurde das Gelände vollständig geräumt.
Die große Reitsportanlage Simmelsdorf, ehemals „Steckenpferd“, wurde 2018 geschlossen.

### Verkehr

#### Schienenverkehr
Der Bahnhof Simmelsdorf-Hüttenbach ist Endstation der Bahnstrecke Neunkirchen an Sand–Simmelsdorf-Hüttenbach. Die Bahn führt über die Stadt Lauf an der Pegnitz (Landkreis) direkt nach Nürnberg. Vom Verzweigungsbahnhof Neunkirchen am Sand gibt es Verbindungen nach Hersbruck bis Prag.
Die Simmelsdorfer Ortsteile sind ab dem Bahnhof Simmelsdorf mit zwei Buslinien erreichbar.

#### Individualverkehr
Die Autobahn A 9 Nürnberg–Berlin berührt das Gemeindegebiet im Südosten, der Ort Simmelsdorf liegt drei Kilometer von der Ausfahrt Schnaittach (AS 48) entfernt. Am Hienberg, kurz nach der Autobahn Talbrücke Schnaittach teilt sich die A 9 in eine nordöstliche und eine südwestliche Fahrbahn auf; wegen der Steigung wird dieser Abschnitt im Winter regelmäßig in den Staumeldungen erwähnt.

#### Wanderwege
Durch Simmelsdorf verläuft der Fränkische Marienweg.

### Einkaufsmöglichkeiten
In Hüttenbach gibt es drei Metzger. Weitere Einkaufsmöglichkeiten sind in der Gemeinde nicht vorhanden. Erst im drei Kilometer entfernten Schnaittach gibt es weitere Lebensmittelgeschäfte.

### Medizinische Versorgung
In Unterwindsberg gibt es einen Tierarzt und in Hüttenbach einen Zahnarzt. Die langjährige Landarztpraxis im Tucher-Schloss wurde 2018 geschlossen.

### Gaststätten
Der Landgasthof Lang am Bahnhof Simmelsdorf wurde als letzter Zeuge einer früher blühenden Wirtshaus- und Tourismuskultur 2016 geschlossen. Nur die Metzgerei Daut in Hüttenbach bietet sonntags in der ehemaligen Wirtschaft einen Mittagstisch. In Unternaifermühle befindet sich das Restaurant Zum Fichtenpark, in Utzmannsbach die Gaststätte Zu den Linden und in Großengsee das Gasthaus Scharrer.

## Persönlichkeiten
- Lorenz Horn (* 1880 in Gärtenroth bei Kulmbach; † 1956 in Hüttenbach), Sergeant der Ksl. Landespolizei von Deutsch-Südwestafrika / Unteroffizier der Kavallerie